# クレメンス・フランツ・デ・パウラ・フォン・バイエルン
クレメンス・フランツ・デ・パウラ・フォン・バイエルン（Clemens Franz de Paula von Bayern, 1722年4月19日 - 1770年8月6日）は、ドイツのバイエルン選帝侯家の公子。バイエルン選帝侯マクシミリアン2世エマヌエルの息子で神聖ローマ皇帝軍元帥のフェルディナントと、その妻でプファルツ＝ノイブルク家の公子フィリップ・ヴィルヘルム・アウグストの娘であるアンナ・マリアの間の息子。

## 生涯
クレメンスは1742年1月17日、プファルツ＝ズルツバッハ公世子ヨーゼフ・カールの娘でプファルツ選帝侯カール3世フィリップの孫娘でもあるマリア・アンナと結婚した。夫妻は間に1男3女をもうけたが、いずれも生まれてすぐに死んでいる。
子供の無い従兄のバイエルン選帝侯マクシミリアン3世ヨーゼフの事実上の世継ぎであったが、1770年に死去。クレメンスとマクシミリアン3世ヨーゼフの死により、ヴィッテルスバッハ家のバイエルン選帝侯系は絶えた。